# Gisla del Friuli
Gisla (876 circa – dopo il 23 gennaio 913) figlia di Berengario I (re d'Italia dall'888 al 924) fu la prima moglie di Adalberto I d'Ivrea e madre di Berengario II d'Ivrea (re d'Italia dal 950 al 961).

## Biografia
Non si sa molto sulla vita di Gisla. Perfino Liutprando, lo storico contemporaneo di Berengario II, è abbastanza reticente. Sua madre era probabilmente Bertilla, la prima moglie di Berengario I; e poiché le nozze fra Bertilla e Berengario si svolsero verso l'875, si presume che Gisla sia nata l'anno successivo. Non si sa con certezza neanche quando avvenne il matrimonio di Gisla con Adalberto, ma si stima che il matrimonio sia avvenuto con buona approssimazione tra il 902 e il 903: non più tardi del 903 perché nel 918 il figlio Berengario doveva avere almeno quindici anni essendo già conte e messo imperiale, non prima del 902 perché Adalberto era ancora alleato di Ludovico di Provenza, l'avversario di Berengario del Friuli; probabilmente le nozze con Gisla, unica figlia di Berengario del Friuli, segnarono il cambiamento delle alleanze.
Non è noto, infine, con certezza neanche la data di morte di Gisla: era ancora in vita il 26 gennaio 913, poiché il marito è chiamato in un diploma da re Berengario I "gloriosissimus marchio et dilectissimus gener noster" (gloriosissimo marchese e nostro amatissimo genero), ma poco tempo dopo, evidentemente vedovo, Adalberto sposerà Ermengarda, figlia di Adalberto II di Toscana e di Berta di Lotaringia, con un matrimonio che segnerà un nuovo cambiamento delle alleanze.

## Ascendenza
|                       |                      |                      | Genitori          |  |  | Nonni |  |  | Bisnonni              |  |  | Trisnonni |  |
|                       |                      |                      |                   |  |  |       |  |  | Unruoch II del Friuli |  |  | …         |  |
|                       |                      |                      |                   |  |  |       |  |  | Unruoch II del Friuli |  |  | …         |  |
|                       |                      | …                    |                   |  |  |       |  |  | Unruoch II del Friuli |  |  |           |  |
| Eberardo del Friuli   |                      |                      |                   |  |  |       |  |  | Unruoch II del Friuli |  |  |           |  |
|                       |                      | Engeltrude di Tolosa | Begone di Tolosa  |  |  |       |  |  |                       |  |  |           |  |
|                       |                      | Engeltrude di Tolosa | Begone di Tolosa  |  |  |       |  |  |                       |  |  |           |  |
|                       |                      | Engeltrude di Tolosa | Alpais            |  |  |       |  |  |                       |  |  |           |  |
| Berengario del Friuli |                      | Engeltrude di Tolosa |                   |  |  |       |  |  |                       |  |  |           |  |
|                       |                      | Ludovico il Pio      | Carlo Magno       |  |  |       |  |  |                       |  |  |           |  |
|                       |                      | Ludovico il Pio      | Carlo Magno       |  |  |       |  |  |                       |  |  |           |  |
|                       |                      | Ludovico il Pio      | Ildegarda         |  |  |       |  |  |                       |  |  |           |  |
| Gisella               |                      | Ludovico il Pio      |                   |  |  |       |  |  |                       |  |  |           |  |
|                       |                      | Giuditta di Baviera  | Guelfo I          |  |  |       |  |  |                       |  |  |           |  |
|                       |                      | Giuditta di Baviera  | Guelfo I          |  |  |       |  |  |                       |  |  |           |  |
|                       |                      | Giuditta di Baviera  | Edvige di Baviera |  |  |       |  |  |                       |  |  |           |  |
| Gisla del Friuli      |                      | Giuditta di Baviera  |                   |  |  |       |  |  |                       |  |  |           |  |
|                       | Adelchi I di Spoleto | Suppone I            |                   |  |  |       |  |  |                       |  |  |           |  |
|                       | Adelchi I di Spoleto | Suppone I            |                   |  |  |       |  |  |                       |  |  |           |  |
|                       | Adelchi I di Spoleto | …                    |                   |  |  |       |  |  |                       |  |  |           |  |
| Suppone II            | Adelchi I di Spoleto |                      |                   |  |  |       |  |  |                       |  |  |           |  |
|                       |                      | …                    | …                 |  |  |       |  |  |                       |  |  |           |  |
|                       |                      | …                    | …                 |  |  |       |  |  |                       |  |  |           |  |
|                       |                      | …                    | …                 |  |  |       |  |  |                       |  |  |           |  |
| Bertila di Spoleto    |                      | …                    |                   |  |  |       |  |  |                       |  |  |           |  |
|                       |                      | Vifredo I            | …                 |  |  |       |  |  |                       |  |  |           |  |
|                       |                      | Vifredo I            | …                 |  |  |       |  |  |                       |  |  |           |  |
|                       |                      | Vifredo I            | …                 |  |  |       |  |  |                       |  |  |           |  |
| Berta                 |                      | Vifredo I            |                   |  |  |       |  |  |                       |  |  |           |  |
|                       |                      | …                    | …                 |  |  |       |  |  |                       |  |  |           |  |
|                       |                      | …                    | …                 |  |  |       |  |  |                       |  |  |           |  |
|                       |                      | …                    | …                 |  |  |       |  |  |                       |  |  |           |  |
|                       |                      | …                    |                   |  |  |       |  |  |                       |  |  |           |  |